# ACE High

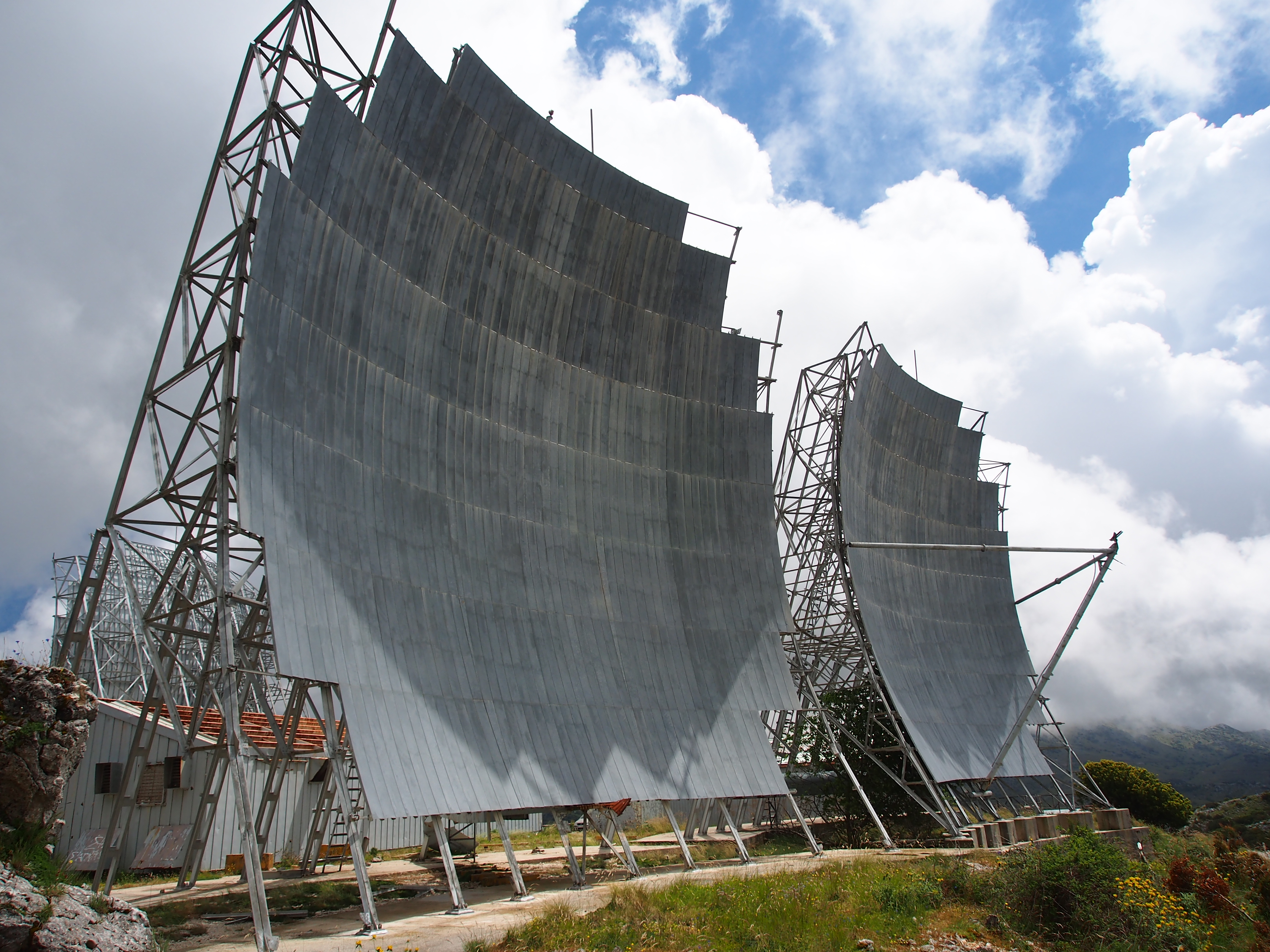
Antenne troposcatter a pannello nella base di Leucade in Grecia

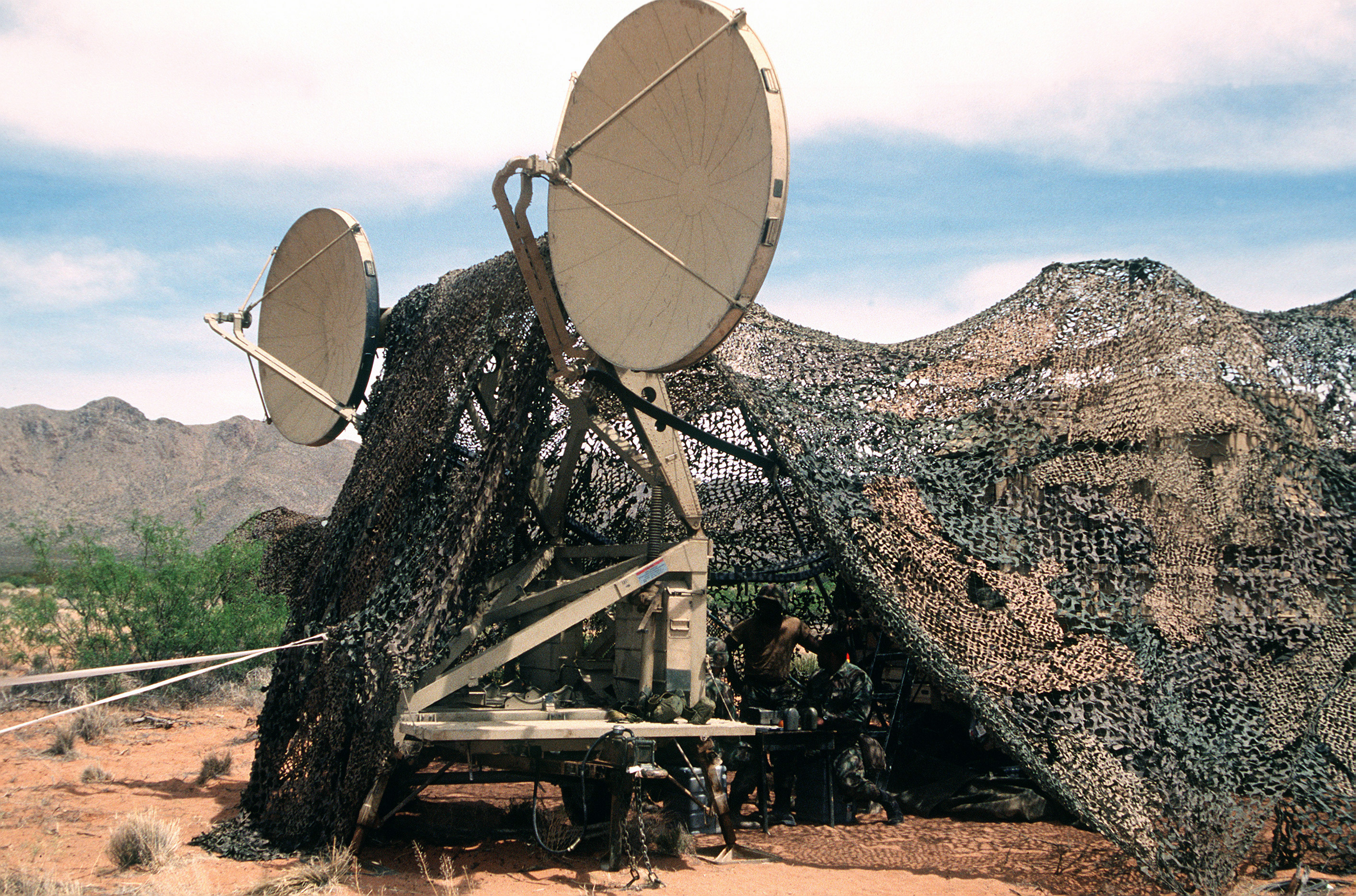
Antenne a microonde di tipo piatto

L'Allied Command Europe Highband, meglio noto come ACE High, era un sistema di radiocomunicazione e allerta precoce della NATO in servizio fisso risalente al 1956. Dopo numerosi test, l'ACE High fu accettato dalla NATO per diventare operativo nel 1964/1965.
La sostenibilità delle frequenze e le assegnazioni delle frequenze sono state avvantaggiate in conformità con l'accordo congiunto sulle frequenze civili/militari della NATO (NJFA). Il sistema è stato progettato per essere un sistema combinato troposcatter UHF/microonde, fornendo comunicazioni a lungo raggio sotto forma di traffico telefonico, telegrafico e dati per la catena di comando NATO.
I suoi servizi combinati producevano oltre 200 canali e le apparecchiature erano in atto per multiplexarli in modo da contenere fino a 12 chiamate diverse ciascuno. C'erano 49 collegamenti troposcatter potenziati da 40 stazioni base a microonde in linea di vista, situate in nove diversi paesi della NATO dalla Norvegia settentrionale attraverso l'Europa centrale, quindi passando dall'Italia fino alla Turchia orientale. I trasmettitori trasmettono a 832.56 - 959.28 MHz a banda larga di 1 Mhz producendo una potenza di trasmissione media di 10 kilowatt.

## Storia
La NATO era stata istituita nel 1949 con allora un comando supremo (SHAPE) vicino a Versailles, in Francia, e i quartier generali (RHQ) del Allied Forces Northern Europe (AFNORTH) a Kolsås, in Norvegia (responsabile di Danimarca, Norvegia e Regno Unito), del Allied Joint Force Command Brunssum (AFCENT) a Laffaux, Francia (responsabile per Belgio, Francia, Germania e Paesi Bassi) e Allied Forces Southern Europe (AFSOUTH) a Napoli, Italia (responsabile per Italia, Grecia e Turchia). Il comando supremo, i tre RHQ e tutte le unità subordinate utilizzavano vari sistemi di comunicazione per stabilire un contatto: reti radio ad alta frequenza, trasmettitori VHF e linee fisse civili o militari. Tutti i sistemi avevano il loro punto debole sull'interoperabilità, sull'affidabilità delle apparecchiature, sulla quantità massima di dati trasferiti, sulle possibilità di crittografia e nell'intercettazione non autorizzata dei dati. Quindi, all'inizio degli anni cinquanta, esisteva un'urgente necessità di una rete europea di comunicazioni a lunga distanza affidabile e infallibile.
Le tecniche di diffusione troposferica sviluppate dagli Stati Uniti, integrate in una nuova rete di comunicazioni militari sembravano essere la soluzione e nel 1956, una società di pianificazione, progettazione, ingegneria e installazione, era stata incaricata di sviluppare una nuova rete di comunicazioni integrate in Europa. Questa rete era costituita da un numero di stazioni "backbone" che coprivano i 6800 km di distanza dal nord della Norvegia al sud della Turchia e fu inizialmente chiamato "Over the Horizon Troposperic scatter Communications Net" successivamente ribattezzato in "Allied Command Europe - Highband" (ACE-High). La rete sarebbe rimasta operativa fino agli anni '90, poiché tutte le frequenze avrebbero dovute essere messe a disposizione delle autorità civili.
Dopo che tutti i componenti erano stati installati nelle loro sedi dalla Marconi Electronic Systems UK (dal 1968 parte della General Electric Company), nel 1961 il sistema ACE-High fu ufficialmente trasferito alla NATO.
Nel 1966, la Francia, sotto il presidente Charles de Gaulle, lasciò la NATO e i sistemi dovettero essere reindirizzati dalla Francia a Brunssum nei Paesi Bassi, mentre l'ex Centro di controllo primario di Beauvais, fu trasferito a Lamersdorf, nella Germania Ovest.
Alla fine degli anni '60 il sistema raggiunse un'affidabilità operativa del 99%; non per i suoi componenti, ma per la qualificazione e la dedizione degli equipaggi del Mobile Maintenance Team.
Nei primi anni '70 erano stati attivati i primi satelliti geostazionari della rete "Satellite Communication" (SATCOM) ampliando così il sistema ACE-High.
Nel 1995 furono attivati i primi satelliti britannici SATCOM IV/B della NATO e poiché le frequenze ACE-High dovevano essere messe a disposizione per l'uso della TV civile e dei telefoni cellulari, la NATO decise di disattivare ACE-High nel 1996. I vecchi collegamenti NATO sarebbero stati sostituiti dal "Sistema operativo NATO in risposta alla crisi" (CRONOS) e da collegamenti via Internet.

## Stazioni ACE High
La rete ACE High comprendeva i seguenti siti e terminali principali, ma anche collegamenti a microonde LOS (Line of Sight) collegati ad altre reti che raggiungevano i centri C2 non elencati qui.

### Lista
AFNORTH-Norvegia
- (NC- Senja) NSEZ 69°19′44″N 17°29′49″E Equipaggiamento TX: 1S + 1R (Linea Scatter + Linea Radio)
- (nca - Höggumpen) NHGZ 69°04′41″N 18°00′16″E 502 m s.l.m. TX Equipaggiamento:1R
- (ND- Bodö) NKLZ *67°10′23″N 15°01′24″E 801 m s.l.m. TX Equipaggiamento: 2S + 1R
- (nda - Bodoe Tail - Kletkov) NVAZ 67°10′09″N 15°01′52.25″E Attrezzatura TX:1R
- (NE - Mosjöen) NMOZ 65°52′41″N 13°18′11″E 627 m s.l.m. TX Equipaggiamento: 2S
- (NF - Trondheim) NSBZ 63°18′41″N 10°56′17″E 677 m s.l.m. TX Equipaggiamento: 2S + 1R
- (nfa - Trondheim Tail - Graakallen) 63°25′15″N 10°15′06″E 543 m s.l.m. TX Equipaggiamento:1R
- (NG - Oslo AAA) NSOZ *60°03′34″N 11°16′09″E 246 m s.l.m. TX Equipaggiamento: 2S + 1R
- (Oslo YYY - Svartas) NVAZ 68°18′03″N 14°14′16″E TX Equipaggiamento:3R
- (nga - Oslo Tail 01 - Kolsaas) NKOZ 59°55′07″N 10°30′58″E Equipaggiamento trasmettitore:1R (Linea radio)
- (ngb - Oslo Tail 02 - Maakeroy) NVEZ 59°09′22″N 10°26′19″E 14 m s.l.m. TX Equipaggiamento:1R
- (NH - Grimstad - Stormyrheia/hørte) NSMZ 58°27′19″N 8°27′43″E 326 m s.l.m. TX Equipaggiamento: 3S
- (NJ - Sola - Lysenut) NLYZ 59°31′40″N 5°54′12″E 792 m s.l.m. TX Equipaggiamento: 2S

AFNORTH-Danimarca
- (DA - Karup - Torphøj) DTOZ 55°52′28″N 9°21′00″E 135 m s.l.m. Equipaggiamento TX: 2S + 1R (linea di dispersione + linea radio)
- (daa - Karup Tail - Lundbakke) DLUZ 56°13′49″N 9°09′48″E 68 m s.l.m. Apparecchiatura TX:1R (linea radio)

AFNORTH-Regno Unito
- (EAA - Isole Faroe - Sandfelli 2)

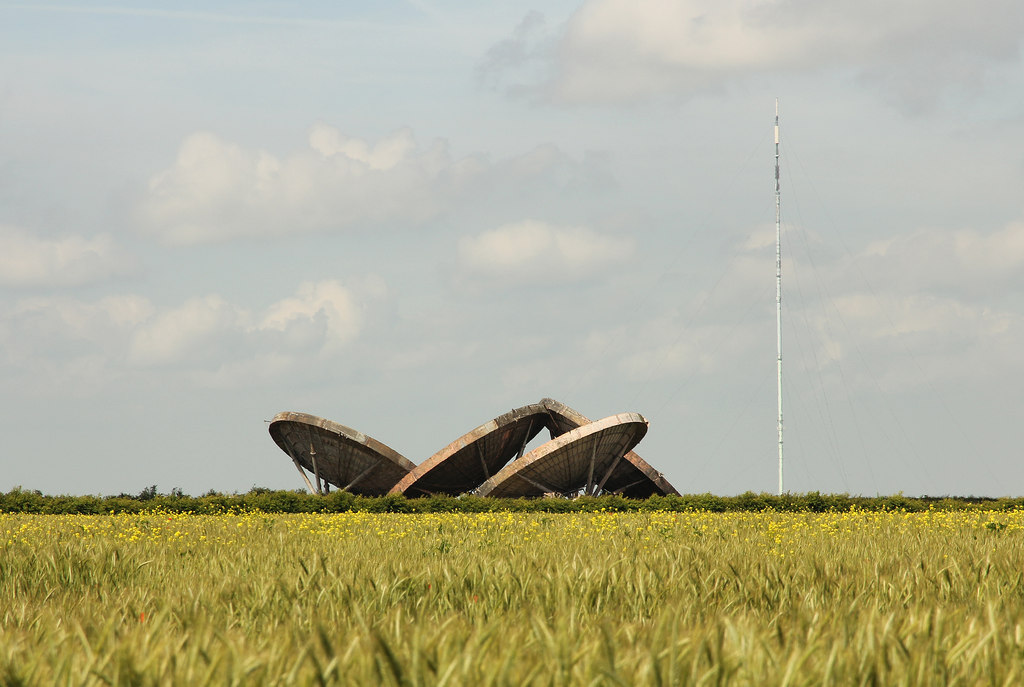
I resti delle parabole della stazione UBIZ - Stenigot

- (EA - Shetland - Mossy Hill) > UMSZ - Mossy Hill > 59°57′17.15″N 1°18′11.6″W 227 m s.l.m.
- (eab - Shetlands Tail Relay - Collofirth Hill) > UCOZ - Collafirth Hill > 60°32′00.75″N 1°23′28.3″W 239 m s.l.m.
- (eac - Shetland Tail - Saxa Vord) USVZ - Saxa Vord 60°49′37.2″N 0°50′22.59″W 276 m s.l.m.
- (EB - Aberdeen - Mormond Hill) > UMOZ - Mormond Hill 57°36′11.19″N 2°01′51.86″W 227 m s.l.m.
- (eba - Aberdeen Tail - Long Haven Hill) > UBUZ - Long Haven Hill 57°27′31.94″N 1°48′46.07″W 95 m s.l.m.
- (EC - Boulmer - Brizlee Wood) > UBOZ - Brizlee Wood 55°25′05.28″N 1°46′04.26″W 250 m s.l.m.
- (ED - Binbrook - Stenigot) > UBIZ - Stenigot 53°19′36.08″N 0°06′57.44″E 153 m s.l.m.
- (EE - Londra - Coldblow Lane) > UMAZ - Coldblow Lane 51°17′44.95″N 0°36′51.52″E 194 m s.l.m.
- (eeb - London Tail Relay - Woldingham - RAF Botley Hill Farm)
- (eea - coda di Londra - Hillingdon )
- RAF Uxbridge – capolinea locale

AFCENT-Francia
- (FAN - Parigi - Mont Florentin) FFLZ - Parigi Nord 49°20′27.59″N 2°03′06.79″E 222 m s.l.m.
- FTAZ - Taverny 49°02′02.88″N 2°13′45.85″E 178 m s.l.m.
- (fac - Paris Tail (2)- Sant Germain) 48°54′44.67″N 2°01′25.44″E 71 m s.l.m.
- (fae - Paris Tail (2) - Estensione (SHAPE) 48°50'34'19"N 02°06'14.30"E 178 m s.l.m.
- (fa - Relais Paris - Emeville) FEMZ - Emeville 49°18′01.83″N 3°00′41″E 247 m s.l.m.
- (faa - Paris Tail (1) - Laffaux) 49°27′15.05″N 3°24′57.39″E 143 m s.l.m.
- (fad - Relay Paris - Rozoy Bellevalle) FRBZ - Rozoy Bellevalle 48°55′56.05″N 3°28′24.62″E 219 m s.l.m.
- (FAS - Parigi - Mont Aout) FAOZ - Parigi Sud 48°46′14.78″N 3°53′25.33″E 216 m s.l.m.
- (FA - Treviri - Rohrbach) FROZ - Rohrbach 49°03′18.47″N 7°14′40.74″E 376 m s.l.m.
- (fay - Trier Tail - Kindsbach) ABHZ - Kindsbach 49°23′48.11″N 7°35′38.32″E 458 m s.l.m.
- (FC - Lione - Pierre sur Haute) FLYZ - Lione 45°39′11.52″N 3°48′33.07″E 1632 m s.l.m.
- (FD - Nizza - Signal de la Chens) FNIZ - Nizza 43°44′53.67″N 6°39′44.85″E 1703 m s.l.m.

AFCENT-Paesi Bassi
- HBRZ - Brunssum 50°56′19.11″N 5°58′35.6″E 95 m s.l.m. Apparecchiatura TX 1S + 1R
- HMAZ - Maastricht 50°50′25.05″N 5°39′33.78″E 82 m s.l.m. Equipaggiamento TX 1S +2R

AFCENT-Belgio
- BADZ - Adinkerke
- BCAZ - Casteau Supreme HQ Allied Powers Europe 50°30′05.56″N 3°58′15.69″E 87 m s.l.m. TX Equipaggiamento 2S +2R
- BCHZ - Chievres 50°35′07.75″N 3°48′59.84″E TX Allestimento 2T +2R
- BFRZ - Baraque de Fraiture 50°15′07.94″N 5°43′56.13″E 654 m s.l.m. TX Equipaggiamento 3R

AFCENT-Germania
- ABHZ - Kindsbach 49°23′51.24″N 7°35′41.17″E 458 m NN
- (AA - Emden - Aurich) AEMZ - Aurich 53°30′32.04″N 7°26′34.83″E 10 m NN
- (AB - Moenchengladbach - Roetgen) ALAZ -Lammersdorf 50°39′57.59″N 6°17′14.58″E 593 m NN
- (abb - Moenchengladbach Coda (1) - Hehn) AHEZ - Hehn 51°10′51.44″N 6°23′37.77″E 81 m NN
- (aba - Moenchengladbach Coda (2) - Millen) 50°45′57.87″N 5°33′47.26″E 151 m NN
- (abc - Uedem) AUEZ - Uedem 51°39′39.08″N 6°16′58.97″E 47 m  NN
- AFEZ - Feldberg 47°52′23.09″N 8°00′59.73″E 1458 m NN

AFSOUTH-Italia
- IDGZ - Dosso dei Galli 45°51′13.66″N 10°22′32.28″E 2174 m s.l.m.

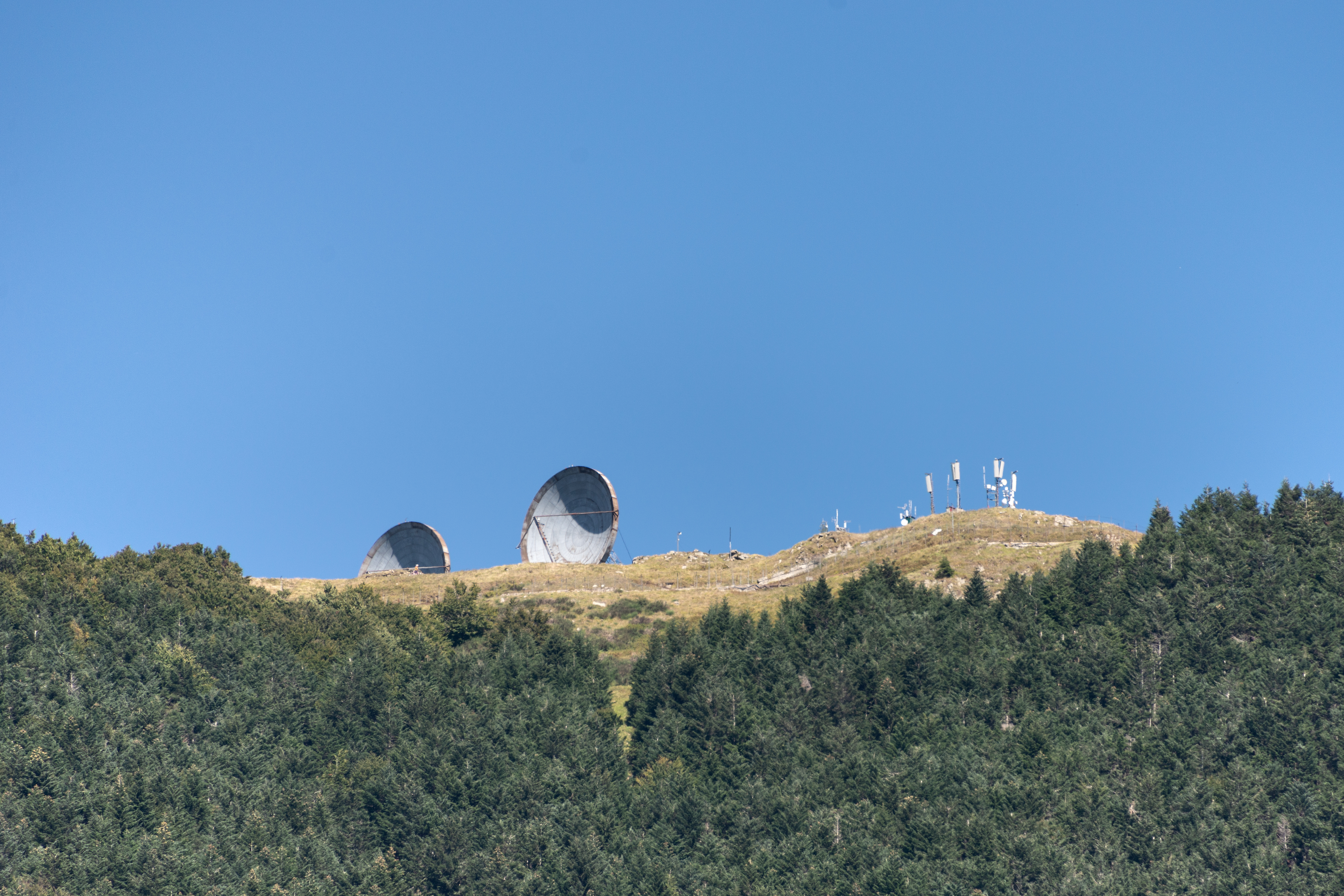
Il sito IMXZ - Livorno sul monte Giogo, nel comune di Comano.

- IVTZ - Verona Tail (nel bunker West Star) 45°33′17.89″N 10°45′46.83″E 334 m s.l.m.
- (IA - Livorno - Monte Giogo) IMXZ - Livorno 44°19′17.38″N 10°07′30.94″E 1496 m s.l.m.
- (IAZ - Cavriana - Monte Bosco Scuro) IMBZ - Cavriana 45°21′00.79″N 10°37′01.46″E 189 m s.l.m.
- (iaa - Verona Torre 4) 45°27′11.35″N 11°00′30.55″E 164 m s.l.m.
- (IAY - Lame - Cavanella) ICEZ - Lame Concordia 45°44′55.99″N 12°52′08.75″E 7 m s.l.m.
- (iax - Aviano) IAVZ - Aviano 46°01′23.02″N 12°35′34.19″E 99 m s.l.m.
- (IB - Roma - Tolfa) ITLZ - Roma 42°09′01.76″N 11°54′32.73″E 621 m s.l.m.
- (iba - Rome Tail - Monte Cavo) IMCZ - Monte Cavo 41°45′04.86″N 12°42′31.03″E 930 m s.l.m.
- (IC - Napoli - Ischia - Punta Fetto) IICZ - Napoli 40°35′50.88″N 13°54′08.54″E 639 m s.l.m.
- (ica - Coda di Napoli - Monte Pecorara) IPEZ - Monte Petrino 41°13′24.29″N 13°57′57.75″E 335 m s.l.m.
- (icy - Monte Vergine) IMNZ - Monte Nardello 40°56′33.27″N 14°43′07.28″E 1516 m s.l.m. (in condivisione col sistema 486L MEDCOM)[5]
- (icz - Monte Vulture) IVUZ - Monte Vulture 40°57′03.12″N 15°38′10.75″E 1301 m s.l.m.
- (icv - Monte Iacontenente) IIAZ - Monte Iacontenente 41°47′20.2956″N 16°02′58.0236″E
- (icf - Pietra Ficcata) IPFZ - Pietra Ficcata 40°34′04.9″N 16°19′21.31″E 586 m s.l.m.
- (icw - Martina Franca) IMAZ - Martina Franca 40°39′22.968″N 17°17′21.048″E
- (ID - Catanzaro - Monte Mancuso) IMMZ - Catanzaro 39°01′09.13″N 16°13′32.02″E 1319 m s.l.m.
- (IDA - Monte Lauro - Cozzo tre Grotte) ICCZ - Monte Lauro 37°06′52.13″N 14°51′18.96″E 944 m s.l.m.

AFSOUTH-Malta
- (idb - Malta - Gharghur ) IDBZ - Malta - Gharghur

AFSOUTH-Grecia
- (GA - Cefallina) > GKFZ - Cefalonia 38°10′11.18″N 20°37′08.53″E 1001 m s.l.m.
- (GB - Atene - Pendelikon) > GPKZ - Atene 38°04′50.46″N 23°52′58.14″E 1038 m s.l.m.
- (GBZ - Creta - Ziros) > GZIZ - Ziros 35°03′53.52″N 26°09′14.24″E 786 m s.l.m.
- (GBY - Larissa - Phillon) > GPIZ - Phillon 39°25′22.75″N 23°03′11.54″E 1513 m s.l.m.
- (GBW - Vitsi) > GVIZ - Vitzi 40°38′43.34″N 21°23′11.07″E 2009 m s.l.m.
- (GBV - Ismaros) > GISZ - Ismaros 40°53′34.67″N 25°32′56.06″E 612 m s.l.m.

AFSOUTH-Turchia
- (TA - Smirne - Bespinar Tepes) > TBPZ - Smirne - Bespinar Tepes 38°18′48.72″N 27°01′29.89″E 964 m s.l.m.
- (taa - Coda di Smirne) > TKYZ - Coda di Smirne
- (TB - Eskisehir) > TKUZ - Eskishir - Kutahya Dagi 39°25′03.25″N 29°51′19.07″E 1820 m s.l.m.
- (tba - Coda di Eskirsehir) > TESZ - Coda di Eskirsehir
- (TC - Ankara) > TEDZ - Ankara - Elan Dagi 39°48′20.59″N 32°59′32.27″E 1856 m s.l.m.
- (TCK - Merzifon) > TKJZ - Merzifon
- (TCW - Persembe) > TPEZ - Persembe
- (TCV - Pazar) > TPAZ - Pazar
- (TD - Siwas - Pinarbasi) > TPIZ - Pinarbasi 38°40′38.09″N 36°24′10.59″E 2285 m s.l.m.
- (TG - Adana) > TDDZ - Davudi Dağı 36°49′39.37″N 35°38′18.66″E 515 m s.l.m.
- (tga - Coda di Adana) > TDAZ - Coda di Adana
- (TE - Dyarbakir - Karaka Dagi) > TDIZ > Dyarbakir - Karaka Dagi
- (tè - Coda di Dyarbakir) > TDEZ - Coda di Dyarbakir
- Bloatli, Turchia

AFSOUTH-Cipro
- (TCZ - Cap Greco) > JCGZ -Cavo Greko 34°58′00.85″N 34°04′11.41″E 62 m s.l.m.

### Attrezzatura utilizzata
Inizialmente sono state utilizzate antenne paraboliche da 60, 30 o 15 piedi o tipo cartellone in combinazione con gli apparecchi radio General Electric o RCA AN/MRC80 TRC24; AN/FRC-75 o 39, in seguito sostituiti dai nuovi tipi Siemens & Halske EM 120/400 e 12/800. Il tipo e l'angolo di irradiazione delle antenne dipendevano dalla posizione del sito locale e dalla sua distanza dai ripetitori successivi.

## Sostituzione
Con l'ascesa dei satelliti di rete militari SATCOM I-III (1971-1994), SATCOM IV (1995-ora), router Internet, il Central Region Integrated Communication System (CRICS) e le Crisis Response Operations in NATO Operating Systems (CRONOS) ha reso ACE High obsoleto. Alla fine degli anni '80 il suo sostituto era infatti già disponibile, ma la NATO ha posticipato l'eliminazione graduale dell'ACE High fino al 1995 e dal 1996 le frequenze della banda degli 800 MHz sono tornate disponibili per l'uso civile e oggi usate particolarmente per il digitale terrestre e le connessioni LTE.